# Cratere Royns
Royns è un cratere sulla superficie di Mimas.